# Vox populi, vox Dei
Vox populi, vox Dei je latinská fráze, která znamená „hlas lidu, hlas Boží“.
Tato myšlenka je obsažena už v básni Práce a dni starořeckého autora Hésioda z 8./7. století př. n. l. V uvedeném znění se poprvé objevuje u Alcuina, v jeho dopise Karlu Velikému z roku 798, ačkoli je pravděpodobné, že spojení bylo použito již dříve. Plná citace od Alcuina zní:
Nec audiendi qui solent dicere, Vox populi, vox Dei, quum tumultuositas vulgi semper insaniae proxima sit.
Český překlad:
Nenaslouchejte těm, kdož tvrdí, že hlas lidu je hlasem Božím; vždyť zběsilost davu je vždy velmi blízká šílenství.
Slovní spojení je někdy chybně přisuzované Vilému z Malmesbury z 12. století.

## Další užití
Vox populi je v anglofonním světě často užívané v médiích pro interview s „běžnými řadovými občany“ (anketa), Vox populi se jmenoval i pořad TV Nova.